# Edwin Carr (komponist)
 For alternative betydninger, se Edwin Carr. (Se også artikler, som begynder med Edwin Carr)
Edwin James Nairn Carr (10. august 1926 i Auckland, New Zealand – 27. marts 2003 på øen Waiheke Island, New Zealand) var en new zealandsk komponist.
Carr studerede komposition hos Douglas Lilburn, tog så til England for at studere hos Benjamin Frankel. Studerede i Rom, 1954, og hos Carl Orff i München 1957.
Var tilbage i New Zealand igen og underviste der fra 1958 til 1960.
Han har komponeret 4 symfonier, orkesterværker, 2 strygekvartetter, sange, koncerter, kammermusik etc.

## Udvalgte værker
- Symfoni nr. 1 (1981) - for orkester
- Symfoni nr. 2 (1983) - for orkester
- Symfoni nr. 3 (1987) - for orkester
- Symfoni nr. 4 (1991) - for orkester
- "Snehvide" (1963) - for orkester
- "5 stykker" (1967) - for orkester
- 2 Klaverkoncerter (1962, 1985) - for klaver og orkester
- Obokoncert (2002) - for obo og orkester
- 2 Strygekvartetter (1954, 1978)